# Kayleigh McEnany
Kayleigh McEnany, née le 18 avril 1988 à Tampa (Floride), est une commentatrice politique et essayiste américaine. Ancienne chroniqueuse de la chaîne CNN, elle devient en 2017 porte-parole du Comité national républicain (RNC) puis en 2019 porte-parole nationale de la campagne de réélection de Donald Trump. En 2020, elle est nommée porte-parole de la Maison-Blanche.

## Biographie

### Origines et études
Née et élevée à Tampa (Floride), Kayleigh McEnany est la fille de Leanne et Michael McEnany, un chef d'entreprise. Elle est élève d'une école catholique de Tampa, l'Academy of the Holy Names. Puis elle fréquente l'université de Georgetown, où elle obtient un diplôme en politique internationale. Durant un an, elle est aussi élève du St Edmund Hall de l'université d'Oxford. Elle étudie à la faculté de droit de l'université de Miami, où sa place dans les 1 % des élèves les mieux classés lui permettra d'intégrer la faculté de droit de l'université Harvard.

### Parcours politique
Durant ses études, elle fait des stages auprès de plusieurs personnalités politiques (Tom Gallagher (en), Adam Putnam et George W. Bush), travaillant ensuite un an au service de communication de la Maison-Blanche. Après avoir obtenu son diplôme à l'université de Georgetown, elle est embauchée dans l'émission télévisée de Mike Huckabee et intervient sur Fox News. Lors de ses études de droit, elle apparaît sur CNN pour défendre le président Donald Trump, qu'elle a déjà soutenu lors de la campagne présidentielle de 2016,.

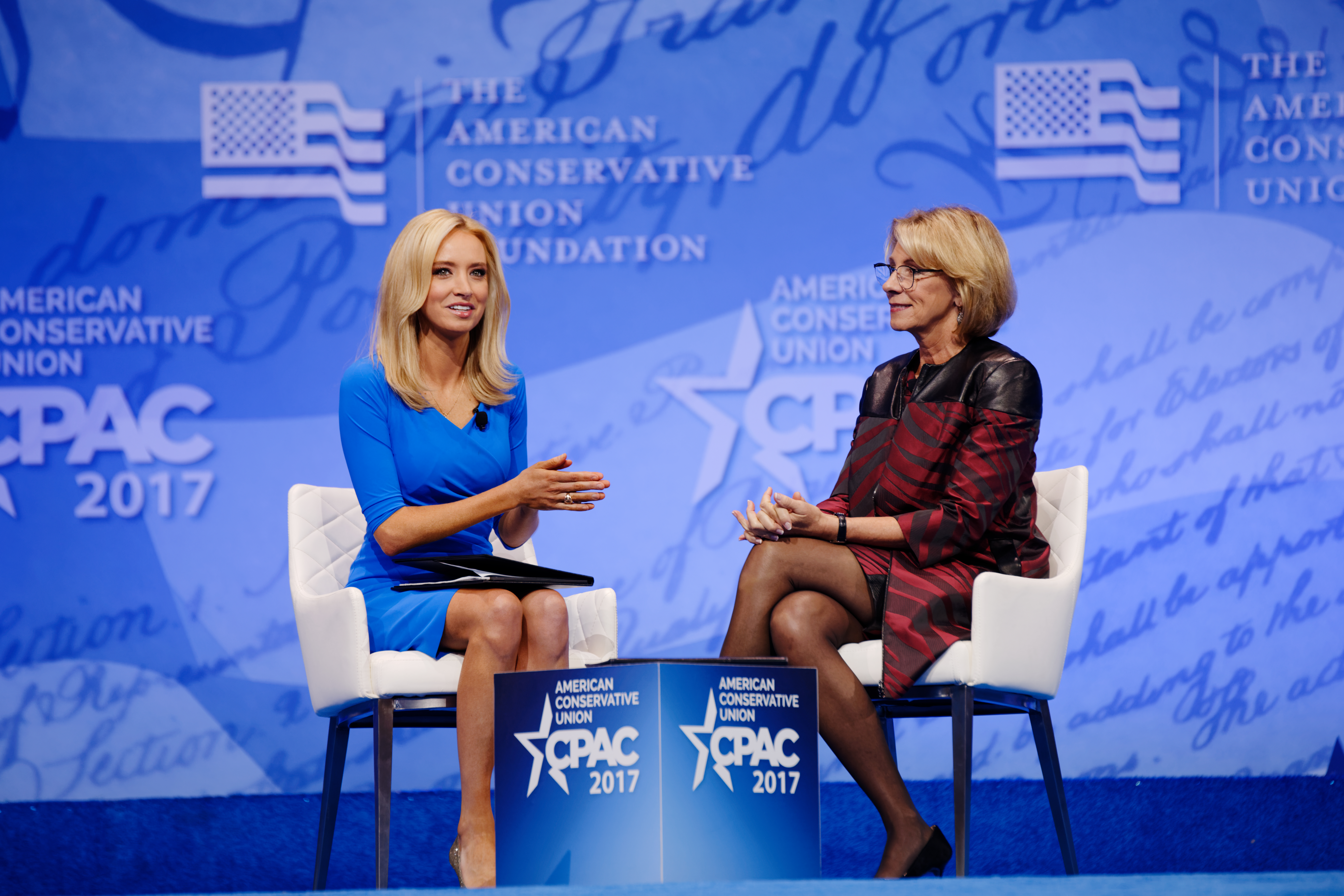
Kayleigh McEnany et la secrétaire à l'Éducation Betsy DeVos en 2017.

Le 5 août 2017, elle quitte son poste de chroniqueuse politique chez CNN. Le lendemain, elle intervient dans l'émission web Real News Update, sur la page Facebook personnelle de Donald Trump, dans laquelle elle vante le bilan du président depuis son élection. Pour Donald Trump, cette émission est un moyen de contourner les agences de presse traditionnelles et de créer un lien plus direct avec ses partisans. L'analyste politique Jeff Greenfield note pour sa part que ce genre d'émission web « fait partie d'une longue tradition [...] de propagande de campagne politique ».
Le 7 août 2017, elle est nommée porte-parole nationale du parti par le Comité national républicain,.
Elle devient, le 7 avril 2020, porte-parole de la Maison-Blanche ; la nouvelle est officialisée le lendemain,. Elle remplace Stephanie Grisham, qui redevient directrice de cabinet de la Première dame Melania Trump, poste qu'elle occupait avant de devenir porte-parole de son mari.

## Prises de position

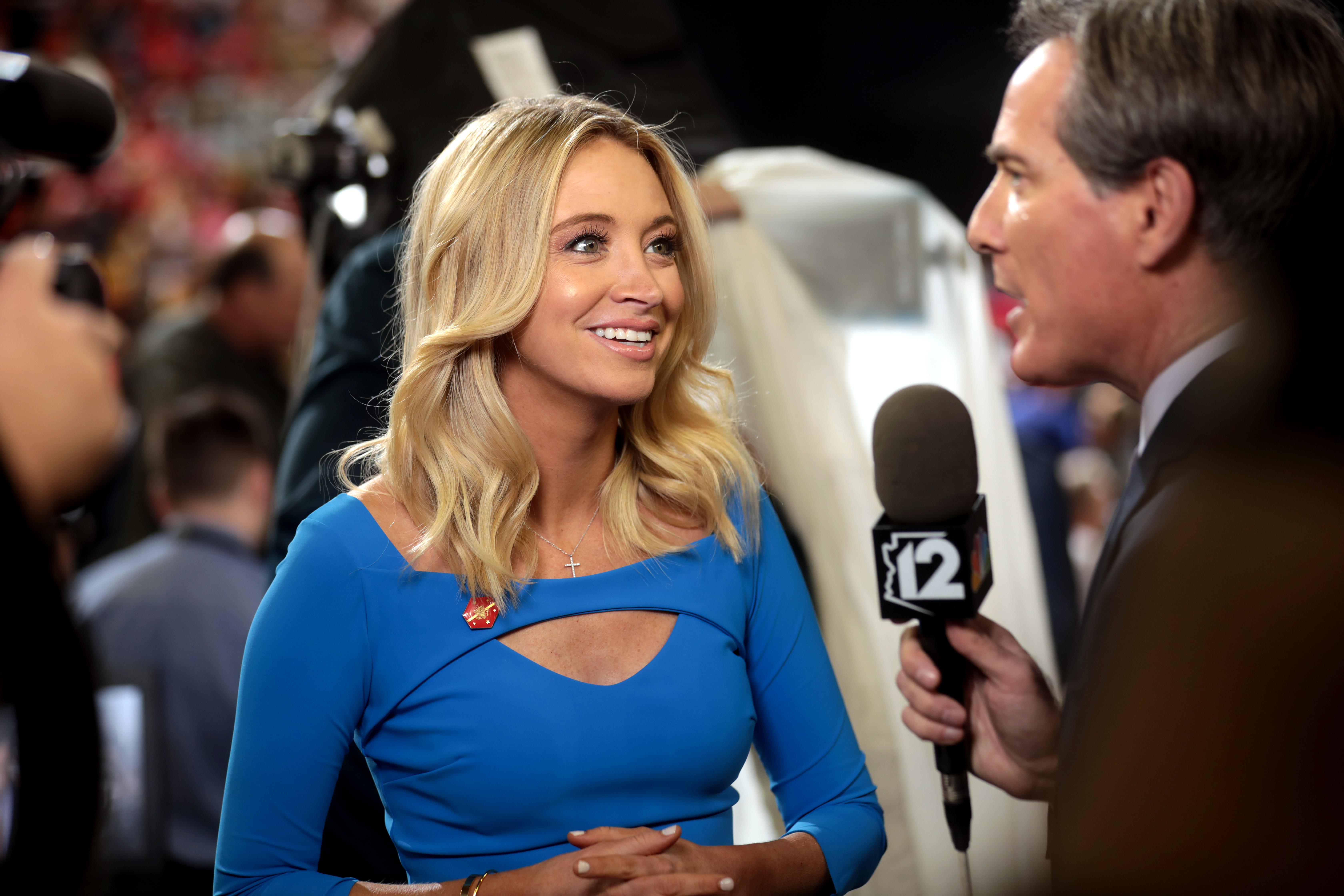
Kayleigh McEnany répondant à un journaliste, en février 2020.

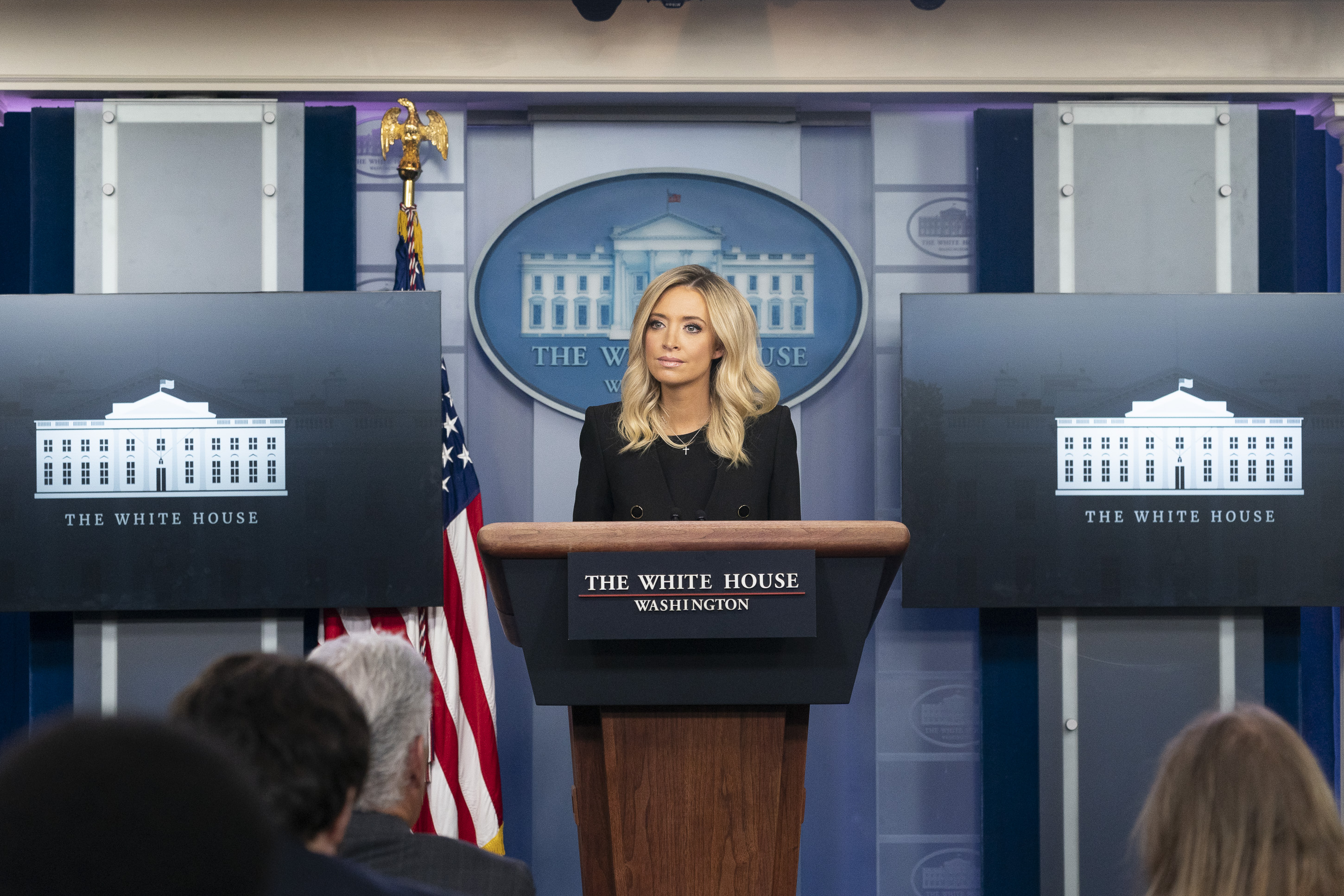
Conférence de presse à la Maison-Blanche, en mai 2020.

Kayleigh McEnany a plusieurs fois critiqué le président Barack Obama, prédécesseur démocrate de Donald Trump. En 2017, elle a faussement affirmé que le président Obama s'était précipité à un match de golf après la décapitation de Daniel Pearl par des djihadistes en 2002, alors qu'Obama était à l'époque membre du Sénat de l'Illinois. Elle s'est ensuite excusée, précisant qu'elle voulait parler du meurtre de James Foley, tué par l'État islamique en 2014. Obama, qui était alors en vacances à Martha's Vineyard, avait en effet reconnu qu'il n'aurait pas dû aller jouer au golf après avoir fait une déclaration à la presse au sujet de la mort de ce journaliste,. Kayleigh McEnany a également contribué sur Twitter aux critiques remettant en cause la véracité du certificat de naissance de Barack Obama.
Soutien du président Donald Trump, elle défend sa politique dans les médias. Comme porte-parole du Comité national républicain, elle l'appuie notamment en 2017, lors de la polémique portant sur le maintien de symboles confédérés à Charlottesville (Virginie), dans le contexte de la manifestation « Unite the Right », ce qui lui vaut des critiques de certains médias.
Le 28 août 2019, lors d'une interview sur CNN avec le journaliste Chris Cuomo, qui lui demande si Trump a menti, elle répond non, ajoutant : « Il ne ment pas. Devinez qui ment ? La presse ment ». Elle conseille ensuite à Chris Cuomo de se regarder dans un miroir. Celui-ci met alors fin à l'interview.
Dans les semaines qui précèdent sa nomination comme porte-parole de la Maison Blanche, Kayleigh McEnany salue la gestion par Trump de la pandémie de Covid-19 aux États-Unis. Elle déclare notamment : « Ce président accordera toujours la priorité à l'Amérique, il protégera toujours les citoyens américains, nous ne verrons pas de maladies comme le coronavirus venir ici, nous ne verrons pas le terrorisme venir ici. N'est-ce pas réconfortant, en comparaison de la terrible présidence de Barack Obama ? ». Par la suite, alors que le virus continue de se propager, ces propos lui sont reprochés. Elle réagit alors en affirmant qu'elle ne faisait qu'évoquer les restrictions de voyages aux États-Unis en provenance de Chine.

## Vie familiale
Elle est mariée au joueur de baseball professionnel Sean Gilmartin,, avec qui elle a une fille.

## Ouvrage
- (en) The New American Revolution: The Making of a Populist Movement, Threshold, 2018